# 島上郡
岛上郡为過去日本大阪府辖下的郡，已於1896年4月1日與岛下郡合并为三岛郡。
在1880年實施郡區町村編制法時的轄區包括現在的岛本町全部區域和高槻市除北部外的大部分區域。

## 歷史
在令制國時代屬於攝津國，在7世紀以前原本為舊三島郡的一部分，在701年制定大寶律令後，三島郡被拆分為三島上郡和三島下郡，三島上郡後來則成為島上郡，但在17世紀時也曾被稱為芥川郡。
在江戶時代大部分區域為高槻藩領地，另有少部分區域屬於幕府直屬、旗本、加納藩和公家領地。
明治維新後，郡內的幕府領地和旗本領地先後被劃為大坂裁判所司農局、大阪府司農局、大阪府北司農局、攝津縣、豐崎縣、兵庫縣的轄區，而其他原屬各藩的領地在1871年實施廢藩置縣後也分別被劃為由藩改設立的高槻縣、加納縣；不過在僅半年後的第一次府縣整併中，島上郡的全部區域又被整併隸屬於大阪府。
1879年實施郡區町村編製法，正式的設置了近代的行政區劃「島上郡」，最初郡役所設於高槻村的舊高槻城內（位於現在的高槻市），但在1881年與島下郡的郡役所整併為「島上島下郡役所」。

### 沿革

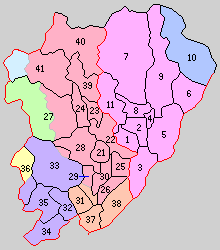
1889年島上郡轄下的行政區劃：
1.富田村 2.如是村 3.三箇牧村 4.高槻村 5.大冠村 6.五領村 7.清水村 8.芥川村 9.磐手村 10.島本村 11.阿武野村
（桃色：現屬高槻市、青色：未曾參與任何合併、21 - 41屬島下郡）

- 1889年04月1日：實施町村制，島上郡下設富田村（日语：富田 (高槻市)）、如是村（日语：如是村）、三箇牧村（日语：三箇牧村）、高槻村、大冠村（日语：大冠村）、五領村（日语：五領村）、清水村（日语：清水村 (大阪府三島郡)）、芥川村（日语：芥川町）、磐手村（日语：磐手村）、島本村、阿武野村（日语：阿武野村）。（11村）
- 1896年04月1日：實施郡制（日语：郡制），同時原屬於「島上島下役所」的區域被合併為三島郡。